# Hradeczky Viktor
Hradeczky Viktor (Debrecen, 1983. június 11. -) magyar médiaszemélyiség, kommunikációs szakértő, televíziós újságíró és politikai tanácsadó. 1983-ban született Debrecenben. Híradós műsorvezetőként dolgozott az MTVA M1 hírcsatornájánál 2016-tól 2021-ig, korábban pedig rádiós és televíziós hírszerkesztőként is tevékenykedett.  Jelenleg a Kereszténydemokrata Néppárt vezető kommunikációs koordinátora, valamint a Közigazgatási és Területfejlesztési Minisztérium politikai tanácsadója.

## Életpályája

### Tanulmányai
Középiskolai tanulmányait a debreceni Csokonai Vitéz Mihály Gimnáziumban végezte el, itt érettségizett.
Felsőfokú tanulmányait a Debreceni Református Hittudományi Egyetemen végezte. Első diplomáját pedagógia szakon történelem műveltségterületen, második diplomáját mesterképzésen kommunikáció és médiatudomány szakon szerezte.
Harmadik diplomáját a Századvég Politikai Iskola és a Budapesti Metropolitan Egyetem közös képzésének keretében politikai kommunikáció szakon szerezte. Szakdolgozatát a 2018-19-es magyar országgyűlési, európai parlamenti és magyarországi önkormányzati választások elemzéséből írta.
2022 óta a Károli Gáspár Református Egyetem Állam- és Jogtudományi Karának hallgatója.

### Szakmai pályafutása
Pályafutását már az egyetemi évei alatt megkezdte, a debreceni Best FM rádió elődjénél, a Rádió FM95 csatornánál rádiós hírszerkesztőként dolgozott.
Ezután a debreceni Alföld TV híradó riportere lett, majd felelős szerkesztője lett.
2012-től a Duna Televíziónál helyezkedett el társszerkesztőként. 2012-től 2015-ig az az akkor induló Parlament Televíziónál kezdetben hírszerkesztő, majd felelős szerkesztője és műsorvezetője lett, közben az Ozone Network TV hírszerkesztőjeként is dolgozott. 2014 és 2015 között dolgozott az akkor hiánypótló Politika Like! magazinműsorban felelős szerkesztője, és műsorvezetője volt.
2015-től az Origo.hu hírszerkesztője lett. 2015-ben csatlakozott az MTVA M1 hírcsatornájához, ahol kezdetben híradó-riporterként és kiemelt hírterületi szerkesztőként dolgozott. Alig egy évvel később, 2016-tól híradó-műsorvezetőként vezette a Ma éjjel élő műsorfolyamot. Ezután a Ma reggel és a Ma délután minden nap jelentkező, élő műsorfolyamában dolgozott híradó-műsorvezetőként. 2021 júniusától a Megafon Központ vezető közösségi média koordinátoraként és kiemelt szerkesztőjeként tevékenykedett, valamint részt vett a Fidesz-KDNP 2022-és országgyűlési digitális választási kampányának munkálataiban. 
2022-től politikai főtanácsadó és kommunikációs főmunkatársaként dolgozott a Miniszterelnökségen. 2024 óta stratégiai tanácsadóként tevékenykedik a Közigazgatási és Területfejlesztési Minisztériumban és vezető kommunikációs koordinátor a Kereszténydemokrata Néppártnál.
Oktatói tapasztalat
2020 és 2021 között óraadóként a Budapesti Metropolitan Egyetem Társadalomtudományi Tanszékén szociológiát oktatott. 2021 és 2022 között a Polgári Magyarországért Alapítvány képzésein médiaismeretet és politikai kommunikációt oktatott, valamint a Megafon Központ mentorprogramjában szövegírást tanított. 

### Magánélet, vallás
Nős, egy fiúgyermek édesapja, családjával örökbefogadtak egy mentett kutyust. Református. 